# George Grote
Pour les articles homonymes, voir Grote.
George Grote, né le 17 novembre 1794 près de Beckenham dans le Kent (aujourd'hui dans le borough londonien de Bromley) et mort le 18 juin 1871 à Mayfair en Londres, est un historien de l'Antiquité anglais, notamment connu pour son œuvre majeure, History of Greece (« Histoire de la Grèce »).